# Cantó de Vaubecourt
El cantó de Vaubecourt és un cantó francès del departament del Mosa, situat al districte de Bar-le-Duc. Té 12 municipis i el cap és Vaubecourt.

## Municipis
- Chaumont-sur-Aire
- Courcelles-sur-Aire
- Érize-la-Petite
- Les Hauts-de-Chée
- Laheycourt
- Lisle-en-Barrois
- Louppy-le-Château
- Noyers-Auzécourt
- Rembercourt-Sommaisne
- Sommeilles
- Vaubecourt
- Villotte-devant-Louppy

## Història
| Data d'elecció                           | Identitat          | Partit        | Qualitat |
| ---------------------------------------- | ------------------ | ------------- | -------- |
| 1945-1979                                | Léon Courot        | Divers droite |          |
| 1979-2004                                | Jean-Marie Farinet | Divers droite |          |
| 2004-2011                                | Emile Thouvenin    | Divers droite |          |
| 2011-                                    | Olivier Poutrieux  | MoDem         |          |
| les dades anteriors no són pas conegudes |                    |               |          |